# Função linear em trecho

Uma função linear em trechos

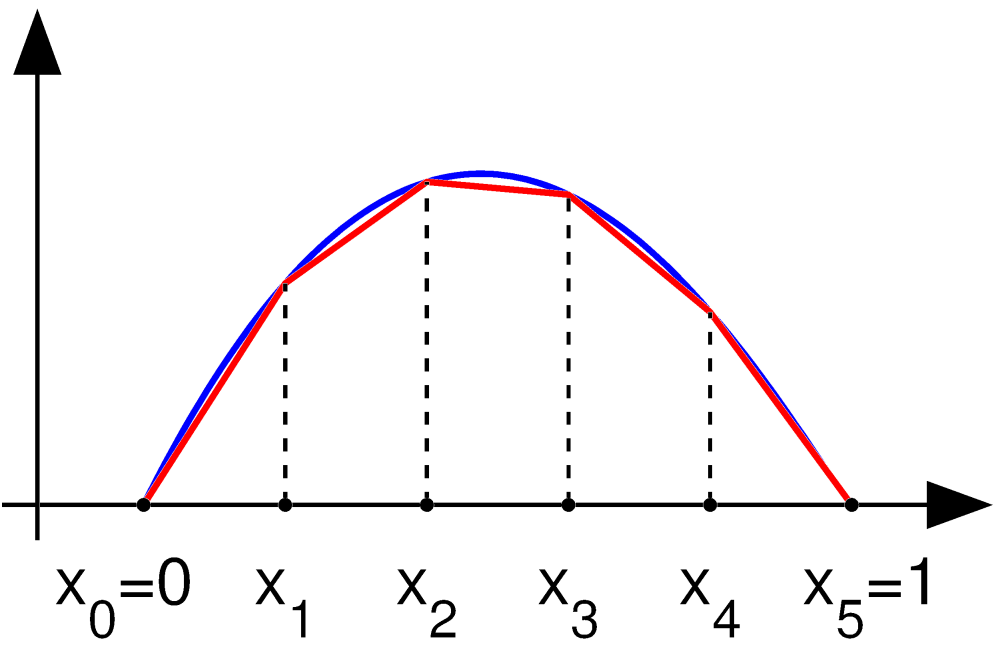
Uma função (azul) e uma aproximação linear em trechos dela (vermelho).

Uma função linear em trechos em duas dimensões (acima) e os politopos convexos nas quais ela é linear (abaixo).

Em matemática, uma função linear em trechos é uma função definida em trechos nas quais os trechos são afins.